# Danh sách hoàng hậu giai đoạn Ngũ Hồ thập lục quốc (Trung Quốc)
Hoàng hậu (chữ Hán: 皇后, tiếng Anh: Empress) là vợ chính (chính cung, chính thê, nguyên phối) của nhà vua xưng Hoàng đế, do Hoàng đế sắc phong. Vương hậu là vợ chính (chính cung, chính thê, nguyên phối) của nhà vua xưng Vương (Đại vương, Quốc vương), đôi khi một số người được Hoàng đế phong Vương tước (thường là người trong Hoàng tộc hay anh em trai của Hoàng đế) thì vợ chính của họ được gọi là Vương phi.
Tuy nhiên, ngày nay nhiều người hay hiểu Hoàng hậu theo nghĩa là vợ chính của nhà vua nói chung, cả Quốc vương lẫn Hoàng đế, điều này có thể gây ra một số nhầm lẫn.
Giai đoạn Ngũ Hồ thập lục quốc là một giai đoạn đầy loạn lạc trong lịch sử Trung Quốc. Các triều đại thay đổi liên miên, binh đao hỗn loạn. Đi cùng với đó là sự biến loạn chốn cung đình. Dưới đây là danh sách các vị Hoàng hậu trong giai đoạn này, những bậc mẫu nghi thiên hạ đã song hành cùng với một giai đoạn đầy hỗn loạn của lịch sử.

## Hán Triệu
| Hoàng đế                   |    | Phối ngẫu             | Tên thật         | Chức vị                              | Thời gian tại vị | Ghi chú |
| Hán Quang Văn Đế Lưu Uyên  | 1  | Hô Duyên Hoàng hậu    | Hô Duyên thị     | Hoàng hậu                            | 287 - 307        | Con gái của Hô Duyên Dực. Mẹ đẻ của Lệ Thái tử Lưu Hòa. |
| Hán Quang Văn Đế Lưu Uyên  | 2  | Đan Hoàng hậu         | Đan thị          | Hoàng hậu Hoàng thái hậu             | 308 - 310        | Mẹ đẻ của Hán Chiêu Vũ Đế. |
| Hán Chiêu Vũ Đế Lưu Thông  | 1  | Vũ Nguyên Hoàng hậu   | Hô Duyên thị     | Hoàng hậu                            | 310 - 312        | Em họ của Hô Duyên Hoàng hậu. Mẹ đẻ của Hán Ẩn Đế Lưu Xán. |
| Hán Chiêu Vũ Đế Lưu Thông  | 2  | Vũ Hiếu Hoàng hậu     | Trương Huy Quang | Quý nhân Hoàng hậu                   | 312 - 313        | |
| Hán Chiêu Vũ Đế Lưu Thông  | 3  | Vũ Tuyên Hoàng hậu    | Lưu Nga          | Hữu Quý tần Hoàng hậu                | 313 - 314        | Con gái Lưu Ân. Do sinh quái thai nên bị giết. |
| Hán Chiêu Vũ Đế Lưu Thông  | 4  | Thượng Hoàng hậu      | Cận Nguyệt Quang | Quý tần Hoàng hậu                    | 314 - 315        | Con gái Cận Chuẩn. |
| Hán Chiêu Vũ Đế Lưu Thông  | 5  | Hữu Hoàng hậu         | Cận Nguyệt Hoa   | Quý tần Hoàng hậu Hoàng thái hậu     | 314 - 318        | Em gái của Thượng hoàng hậu. |
| Hán Chiêu Vũ Đế Lưu Thông  | 6  | Hoằng Đạo Hoàng hậu   | Phiền thị        | Thượng hoàng hậu Hoằng Đạo Hoàng hậu | 314 - 318        | |
| Hán Chiêu Vũ Đế Lưu Thông  | 7  | Hoằng Hiếu Hoàng hậu  | Vương thị        | Tả hoàng hậu Hoằng Hiếu Hoàng hậu    | 318              | Con gái nuôi của Vương Thẩm. |
| Hán Chiêu Vũ Đế Lưu Thông  | 8  | Hoằng Đức Hoàng hậu   | Tuyên thị        | Trung hoàng hậu Hoằng Đức Hoàng hậu  | 318              | Con gái nuôi của Tuyên Hoài. |
| Hán Chiêu Vũ Đế Lưu Thông  | 9  | Vũ Đức Hoàng hậu      | Lưu Anh          | Tả Quý tần                           | Thụy phong       | Chị của Vũ Tuyên Hoàng hậu. |
| Hán Chiêu Vũ Đế Lưu Thông  | 10 | Tả Hoàng hậu          | Lưu thị          | Quý nhân Hoàng hậu                   | 315 - ?          | Cháu gái của Vũ Tuyên Hoàng hậu. |
| Hán Ẩn Đế Lưu Xán          |    | Cận Hoàng hậu         | Cận thị          | Hoàng hậu                            | 318              | Sinh mẫu của Thái tử Lưu Nguyên Công. |
| Tiền Triệu Mạt Đế Lưu Diệu | 1  | Hiến Văn Hoàng hậu    | Dương Hiến Dung  | Chính thê Hoàng hậu                  | 318 - 322        | Là Hoàng hậu của hai vị Hoàng đế là Tấn Huệ Đế của nhà Tây Tấn và Lưu Diệu của nhà Hán Triệu trong lịch sử Trung Quốc. Bà là người phụ nữ duy nhất trong lịch sử trở thành Hoàng hậu của hai triều đại khác nhau. Sinh mẫu của: - Thái tử Lưu Hi - Lưu Tập - Lưu Xiển |
| Tiền Triệu Mạt Đế Lưu Diệu | 2  | Lưu Hoàng hậu         | Lưu thị          | Hoàng hậu                            | ? - 326          | |
| Tiền Triệu Mạt Đế Lưu Diệu | 3  | Lưu Hoàng hậu         | Lưu Phương       | Hoàng hậu                            | 326 - 329        | Em của Lưu Hoàng hậu |
| Tiền Triệu Mạt Đế Lưu Diệu | 4  | Nguyên Điệu Hoàng hậu | Bốc thị          | Quý phi                              | Thụy phong       | Sinh mẫu của Nam Dương vương Lưu Dận. |

## Hoàn Sở
| Hoàng đế               |  | Phối ngẫu     | Tên thật | Chức vị              | Thời gian tại vị | Ghi chú           |
| Sở Hoàng Đế Hoàn Huyền |  | Lưu Hoàng hậu | Lưu thị  | Chính thất Hoàng hậu | 404 - ?          | Cháu nội Lưu Kiều |

## Thành Hán
| Hoàng đế                   |  | Phối ngẫu      | Tên thật | Chức vị                  | Thời gian tại vị | Ghi chú                           |
| Thành Cảnh Đế Lý Đặc       |  |                | La thị   | Chính thê Hoàng thái hậu | ? - ?            | Sinh mẫu của Thành Vũ Đế Lý Hùng. |
| Thành Vũ Đế Lý Hùng        |  | Nhâm Hoàng hậu | Nhâm thị | Hoàng hậu Hoàng thái hậu | 315 - ?          |                                   |
| Thành Cung Đô U Công Lý Kỳ |  | Diêm Hoàng hậu | Diêm thị | Hoàng hậu Hoàng thái hậu | 334 - ?          |                                   |
| Hán Chiêu Văn Đế Lý Thọ    |  | Diêm Hoàng hậu | Diêm thị | Hoàng hậu Hoàng thái hậu | 338 - ?          |                                   |

## Tiền Lương
| Hoàng đế                               |  | Phối ngẫu        | Tên thật   | Chức vị                                | Thời gian tại vị | Ghi chú                                |
| Tiền Lương Minh Vương Trương Mậu       |  |                  | Cổ thị     | Chính thê Vương hậu                    | ? - ?            |                                        |
| Tiền Lương Văn Vương Trương Tuấn       |  | Nghiêm Vương hậu | Nghiêm thị | Chính thê Vương hậu Đại Vương thái hậu | ? - ?            |                                        |
| Tiền Lương Hoàn Vương Trương Trọng Hoa |  | Bùi Vương hậu    | Bùi thị    | Chính thê Vương hậu                    | ? - 353          | Bị Tiền Lương Uy Vương Trương Tộ giết. |

## Hậu Triệu
| Hoàng đế                              |   | Phối ngẫu | Tên thật      | Chức vị                                                | Thời gian tại vị | Ghi chú |
| Hậu Triệu Minh Đế Thạch Lặc           |   | Hoàng hậu | Lưu thị       | Chính thê Hoàng hậu                                    | 330 - 334        | Bị Hậu Triệu Vũ Đế Thạch Hổ giết.                                                                                     |
| Hậu Triệu Vũ Đế Thạch Hổ              | 1 | Hoàng hậu | Trịnh Anh Đào | Thiên Vương Hoàng hậu Đông Hải thái phi Hoàng thái hậu | 337 - 349        | Bị Nhiễm Ngụy Bình Đế Nhiễm Mẫn sát hại. Sinh mẫu của: - Thiên Vương Thái tử Thạch Thúy - Bành Thành Vương Thạch Tuân |
| Hậu Triệu Vũ Đế Thạch Hổ              | 2 | Hoàng hậu | Lưu thị       | Chiêu nghi Hoàng hậu Hoàng thái hậu Thái phi           | 348 - 349        | Là An Định Công chúa (con gái Tiền Triệu Mạt Đế Lưu Diệu). Sinh mẫu của Thạch Thế, bị Thạch Tuân giết hại.            |
| Hậu Triệu Bành Thành Vương Thạch Tuân |   | Hoàng hậu | Trương thị    | Chính thê Hoàng hậu                                    | 349              | Bị Nhiễm Ngụy Bình Đế Nhiễm Mẫn xử tử.                                                                                |

## Đại (nước)
| Hoàng đế                                  |  | Phối ngẫu             | Tên thật    | Chức vị                            | Thời gian tại vị | Ghi chú |
| Đại Thần Nguyên Đế Thác Bạt Lực Vi        |  | Thần Nguyên Hoàng hậu | Đậu thị     | Chính thê                          | Thụy phong       | |
| Đại Văn Đế Thác Bạt Sa Mạc Hãn            |  | Phong Hoàng hậu       | Phong thị   | Chính thê Hoàng hậu                | ? - ?            | Sinh mẫu của: - Đại Hoàn Đế Thác Bạt Y Đà - Đại Mục Đế Thác Bạt Y Lô                                                                          |
| Đại Hoàn Đế Thác Bạt Y Đà                 |  | Kỳ Hoàng hậu          | Duy thị     | Chính thê Hoàng hậu Hoàng thái hậu | ? - ?            | Sau này khi Bắc Ngụy được lập, bà được truy tôn là Hoàn Hoàng hậu. Sinh mẫu của: - Đại Huệ Đế Thác Bạt Hạ Nhục - Đại Dương Đế Thác Bạt Hột Na |
| Đại Bình Văn Đế Thác Bạt Úc Luật          |  | Vương Hoàng hậu       | Vương thị   | Chính thê Hoàng hậu Hoàng thái hậu | ? - 355          | Sinh mẫu của Đại Chiêu Thành Đế Thác Bạt Thập Dực Kiền.                                                                                       |
| Đại Chiêu Thành Đế Thác Bạt Thập Dực Kiền |  | Mộ Dung Hoàng hậu     | Mộ Dung thị | Hoàng hậu                          | 341 - 360        | Là con gái của Tiền Yên Văn Minh Đế Mộ Dung Hoảng.                                                                                            |

## Nhiễm Ngụy
| Hoàng đế                                 |  | Phối ngẫu      | Tên thật | Chức vị             | Thời gian tại vị | Ghi chú |
| Nhiễm Ngụy Vũ Điệu Thiên Vương Nhiễm Mẫn |  | Đổng Hoàng hậu | Đổng thị | Chính thê Hoàng hậu | 350 - 352        | Nhiễm Ngụy Vũ Điệu Thiên Vương đi đánh Tiền Yên bị tử trận, Đổng Hoàng hậu cùng các con đầu hàng Tiền Yên, dâng lên Ngọc tỷ truyền quốc. Được phong là Phụng Tỳ Quân. |

## Tiền Yên
| Hoàng đế                            |   | Phối ngẫu             | Tên thật        | Chức vị                  | Thời gian tại vị | Ghi chú                                                               |
| Tiền Yên Văn Minh Đế Mộ Dung Hoảng  | 1 | Văn Minh Hoàng hậu    | Đoạn thị        | Vương hậu                | 337 - ?          | Sinh mẫu của Tiền Yến Cảnh Chiêu Đế Mộ Dung Tuấn.                     |
| Tiền Yên Văn Minh Đế Mộ Dung Hoảng  | 2 | Văn Chiêu Hoàng hậu   | Lan thị         | Vương phi                | 337 - ?          | Sinh mẫu của Hậu Yên Thành Vũ Đế Mộ Dung Thùy. Là em gái của Lan Hãn. |
| Tiền Yên Cảnh Chiêu Đế Mộ Dung Tuấn | 1 | Cảnh Chiêu Hoàng hậu  | Khả Túc Hồn thị | Hoàng hậu Hoàng thái hậu | 352 - 384        | Sinh mẫu của: - Tiền Yên U Đế Mộ Dung Vĩ - Tây Yên Uy Đế Mộ Dung Xung |
| Tiền Yên Cảnh Chiêu Đế Mộ Dung Tuấn | 2 | Cảnh Đức Hoàng hậu    | Đoạn thị        | Chiêu nghi               | Thụy phong       |                                                                       |
| Tiền Yên U Đế Mộ Dung Vĩ            |   | Khả Túc Hồn Hoàng hậu | Khả Túc Hồn thị | Hoàng hậu                | 369 - 370        |                                                                       |

## Tiền Tần
| Hoàng đế                         |   | Phối ngẫu          | Tên thật  | Chức vị                  | Thời gian tại vị            | Ghi chú                                  |
| Tiền Tần Minh Đế Phù Kiện        |   | Minh Đức Hoàng hậu | Cường thị | Hoàng hậu Hoàng thái hậu | 352 - 357                   | Sinh mẫu của Tiền Tần Lệ Vương Phù Sinh. |
| Tiền Tần Lệ Vương Phù Sinh       |   | Lương Hoàng hậu    | Lương thị | Chính thất Hoàng hậu     | Tháng 7, 355 - Tháng 8, 355 | Bị Tiền Tần Lệ Vương Phù Sinh xử tử.     |
| Tiền Tần Tuyên Chiêu Đế Phù Kiên |   | Hoàng hậu          | Cẩu thị   | Chính thê Hoàng hậu      | 357 - ?                     |                                          |
| Tiền Tần Ai Bình Đế Phù Phi      |   | Hoàng hậu          | Dương thị | Chính thê Hoàng hậu      | 385                         | Sinh mẫu của Thái tử Phù Ninh.           |
| Tiền Tần Cao Đế Phù Đăng         | 1 | Mao Hoàng hậu      | Mao thị   | Chính thê Hoàng hậu      | 386 - 394                   |                                          |
| Tiền Tần Cao Đế Phù Đăng         | 2 | Lý Hoàng hậu       | Lý thị    | Chiêu nghi Hoàng hậu     | 394 - 396                   |                                          |

## Hậu Tần
| Hoàng đế                        |   | Phối ngẫu            | Tên thật   | Chức vị                            | Thời gian tại vị | Ghi chú                             |
| Hậu Tần Vũ Chiêu Đế Diêu Trường |   | Xà Hoàng hậu         | Xà thị     | Chính thê Hoàng hậu Hoàng Thái hậu | 386 - 393        | Sinh Hậu Tần Văn Hoàn Đế Diêu Hưng. |
| Hậu Tần Văn Hoàn Đế Diêu Hưng   | 1 | Trương Hoàng hậu     | Trương thị | Chiêu nghi Hoàng hậu               | ? - ?            |                                     |
| Hậu Tần Văn Hoàn Đế Diêu Hưng   | 2 | Tề Hoàng hậu         | Tề thị     | Chiêu nghi Hoàng hậu               | ? - ?            |                                     |
| Hậu Tần Mạt Đế Diêu Hoằng       |   | Diêu Hoằng Hoàng hậu | ?          | Hoàng hậu                          | 416 - 417        |                                     |

## Hậu Yên
| Hoàng đế                         |   | Phối ngẫu             | Tên thật        | Chức vị                           | Thời gian tại vị             | Ghi chú |
| Hậu Yên Thành Vũ Đế Mộ Dung Thùy | 1 | Thành Chiêu Hoàng hậu | Đoàn thị        | Chính thê Đoàn Vương phi          | Thụy phong                   | Sinh mẫu của: - Thái tử Mộ Dung Lệnh - Hậu Yên Huệ Mẫn Đế Mộ Dung Bảo.                                                      |
| Hậu Yên Thành Vũ Đế Mộ Dung Thùy | 2 | Thành Ai Hoàng hậu    | Đoàn Nguyên Phi | Phu nhân Hoàng hậu Hoàng thái hậu | 387 - 396                    | Cháu gái của Thành Chiêu Hoàng hậu. Bị Hậu Yên Huệ Mẫn Đế Mộ Dung Bảo ép tự tử. Sinh mẫu của: - Mộ Dung Lãng - Mộ Dung Giám |
| Hậu Yên Huệ Mẫn Đế Mộ Dung Bảo   |   | Huệ Đức Hoàng hậu     | Đoàn thị        | Chính thê Hoàng hậu               | ? - 399                      | Sinh mẫu của Thái tử Mộ Dung Sách.                                                                                          |
| Hậu Yên Phế Đế Lan Hãn           |   | Ất Hoàng hậu          | Ất thị          | Chính thê Hoàng hậu               | ? - ?                        | |
| Hậu Yên Chiêu Văn Đế Mộ Dung Hi  | 1 | Chiêu Văn Hoàng hậu   | Phù Huấn Anh    | Quý tần Hoàng hậu                 | Tháng 12, 403 - Tháng 4, 407 | |
| Hậu Yên Chiêu Văn Đế Mộ Dung Hi  | 2 | Mẫn Hoàng hậu         | Phù Tung Nga    | Quý nhân Chiêu Nghi               | Thụy phong                   | Chị của Chiêu Văn Hoàng hậu                                                                                                 |

## Bắc Yên
| Hoàng đế                           |  | Phối ngẫu         | Tên thật    | Chức vị              | Thời gian tại vị | Ghi chú                                  |
| Bắc Yên Huệ Ý Đế Mộ Dung Vân       |  | Lý Hoàng hậu      | Lý thị      | Chính thê Hoàng hậu  | 407 - 409        | Sinh mẫu của Thái tử Mộ Dung Bành Thành. |
| Bắc Yên Văn Thành Đế Phùng Bạt     |  | Tôn Vương hậu     | Tôn thị     | Chính thất Vương hậu | 409 - ?          |                                          |
| Bắc Yên Chiêu Thành Đế Phùng Hoằng |  | Mộ Dung Vương hậu | Mộ Dung thị | Kế thất Vương hậu    | 430 - 435        | Sinh mẫu của Thái tử Phùng Vương Nhân.   |

## Nam Yên
| Hoàng đế                       |  | Phối ngẫu         | Tên thật    | Chức vị                          | Thời gian tại vị | Ghi chú                    |
| Nam Yên Hiến Vũ Đế Mộ Dung Đức |  | Đoàn Hoàng hậu    | Đoàn thị    | Kế thất Hoàng hậu Hoàng Thái hậu | ? - ?            | Là em của Đoàn Nguyên Phi. |
| Nam Yên Mạt Chủ Mộ Dung Siêu   |  | Hô Diên Hoàng hậu | Hô Diên thị | Chính thê Hoàng hậu              | ? - ?            |                            |

## Tây Tần
| Hoàng đế                                  |   | Phối ngẫu           | Tên thật      | Chức vị    | Thời gian tại vị                                                    | Ghi chú |
| Tây Tần Vũ Nguyên Vương Khất Phục Càn Quy | 1 | Biên Vương hậu      | Biên thị      | Chính thất | 388 - Tháng 6, 394 Tháng 11, 394 - Tháng 8, 400 Tháng 10, 409 - 412 | Tháng 6/394, Tây Tần Vũ Nguyên Vương Khất Phục Càn Quy đầu hàng Tiền Tần, phế Biên Vương hậu để lập Đông Bình công chúa của Tiền Tần làm Phù Vương hậu. Tháng 11/394, Tiền Tần diệt vong, Phù Vương hậu bị phế, lập Biên Vương hậu. Đến tháng 8/400, Tây Tần bị Hậu Tần thôn tính. Tháng 10/409, Tây Tần Vũ Nguyên Vương Khất Phục Càn Quy phục quốc, Biên Vương hậu tiếp tục được lập làm Vương hậu. |
| Tây Tần Vũ Nguyên Vương Khất Phục Càn Quy | 2 | Phù Vương hậu       | Phù thị       | Vương hậu  | Tháng 6, 394 - Tháng 11, 394                                        | Là Đông Bình Công chúa của Tiền Tần, em gái Tần Cao Đế Phù Đăng. |
| Tây Tần Văn Chiêu Vương Khất Phục Sí Bàn  |   | Thốc Phát Vương hậu | Thốc Phát thị | Vương hậu  | 414 - 423                                                           | Là con gái của Nam Lương Cảnh Vương Thốc Phát Nục Đàn. |
| Tây Tần Mạt Vương Khất Phục Mộ Mạt        |   | Lương Vương hậu     | Lương thị     | Vương hậu  | 429 - 431                                                           | |

## Hậu Lương
| Hoàng đế                    |  | Phối ngẫu        | Tên thật   | Chức vị             | Thời gian tại vị | Ghi chú |
| Hậu Lương Ý Vũ Đế Lã Quang  |  | Thạch Hoàng hậu  | Thạch thị  | Chính thê Hoàng hậu | 389 - 396        |         |
| Hậu Lương Ẩn Vương Lã Thiệu |  | Trương Hoàng hậu | Trương thị | Hoàng hậu           | 399              |         |
| Hậu Lương Linh Đế Lã Toản   |  | Dương Hoàng hậu  | Dương thị  | Hoàng hậu           | 400 - 401        |         |
| Hậu Lương Mạt Chủ Lã Long   |  | Dương Hoàng hậu  | Dương thị  | Hoàng hậu           | 401 - 403        |         |

## Bắc Lương
| Hoàng đế                                 |   | Phối ngẫu          | Tên thật     | Chức vị             | Thời gian tại vị | Ghi chú                                                                       |
| Bắc Lương Vũ Tuyên Vương Thư Cừ Mông Tốn |   | Mạnh Vương hậu     | Mạnh thị     | Chính thê Vương hậu | 411 - ?          |                                                                               |
| Bắc Lương Ai Vương Thư Cừ Mục Kiền       | 1 | Lý Vương hậu       | Lý Kính Thụ  | Vương hậu           | 433 - ?          | Là con gái của Tây Lương Vũ Chiêu Vương Lý Cảo.                               |
| Bắc Lương Ai Vương Thư Cừ Mục Kiền       | 2 | Thác Bạt Vương hậu | Thác Bạt thị | Vương hậu           | 437 - 439        | Là Vũ Uy công chúa của Bắc Ngụy, em gái của Bắc Ngụy Thái Vũ Đế Thác Bạt Đảo. |

## Nam Lương
| Hoàng đế                               |  | Phối ngẫu            | Tên thật       | Chức vị             | Thời gian tại vị | Ghi chú                                |
| Nam Lương Cảnh Vương Thốc Phát Nục Đàn |  | Chiết Quật Vương hậu | Chiết Quật thị | Chính thê Vương hậu | 402 - 414        | Sinh mẫu của Thái tử Thốc Phát Hổ Đài. |

## Tây Lương
| Hoàng đế                        |  | Phối ngẫu     | Tên thật | Chức vị                | Thời gian tại vị | Ghi chú                                                                      |
| Tây Lương Vũ Chiêu Vương Lý Cảo |  | Doãn phu nhân | Doãn thị | Kế thất Vương thái hậu | 400 - 420        | Sinh mẫu của Lý Kính Thụ (Vương hậu của Bắc Lương Ai Vương Thư Cừ Mục Kiền). |

## Hạ
| Hoàng đế                        |  | Phối ngẫu       | Tên thật  | Chức vị             | Thời gian tại vị | Ghi chú |
| Hạ Vũ Liệt Đế Hách Liên Bột Bột |  | Lương Hoàng hậu | Lương thị | Chính thê Hoàng hậu | 413 - ?          |         |
| Hạ Phế Đế Hách Liên Xương       |  | Hoàng hậu       | ?         | Chính thê Hoàng hậu | 425 - 427        |         |
| Hạ Mạt Đế Hách Liên Định        |  | Hoàng hậu       | ?         | Hoàng hậu           | ? - 430          |         |